# Louis Kuijpers
Louis Johannes Kuijpers (Amsterdam, 21 maart 1920 – aldaar, 10 juni 2000) was een Nederlands politicus. Namens de Partij van de Arbeid (PvdA) was hij wethouder en locoburgemeester van Amsterdam van 1970 tot 1982.

## Leven en werk
Kuijpers groeide op in de Amsterdamse Transvaalbuurt. Net als zijn partijgenoot Jan Schaefer werd hij al op jeugdige leeftijd bakker. Kuijpers werd gevormd binnen de Arbeiders Jeugd Centrale (AJC). Na de Tweede Wereldoorlog werd hij actief binnen de vakbeweging. Hij was in 1948 de jongste districtsbestuurder van de Algemene Bedrijfsbond Voedings- en Genotmiddelen van het NVV. Na eerst werkzaam te zijn geweest voor de vakbeweging in het noorden van Nederland maakte hij in 1955 de overstap naar zijn geboortestad Amsterdam. In 1962 begon hier zijn politieke carrière door zijn verkiezing tot raadslid voor de PvdA. In 1970 werd hij wethouder van Amsterdam, een functie die hij tot 1982 zou vervullen. Hij was in die periode onder meer belast met de portefeuilles sociale zaken en volkshuisvesting.
Kuijpers vervulde diverse bestuurlijke functies op maatschappelijk gebied. Hij was onder andere voorzitter van de landelijke huurdersvereniging van de Nederlandse Centrale voor de Huisvesting van Bejaarden (NCHB) en na de fusie in 1996 commissaris bij Woonzorg Nederland en voorzitter van de raad van toezicht van de VARA (1986-1999).
Kuijpers was gehuwd en had twee kinderen. Hij overleed op 10 juni 2000 op tachtigjarige leeftijd.
In Vrij Nederland verscheen een artikel over zijn loopbaan van de hand van Ageeth Scherphuis onder de titel: Van bakkersknecht tot locoburgemeester.